# 슬라우하라트

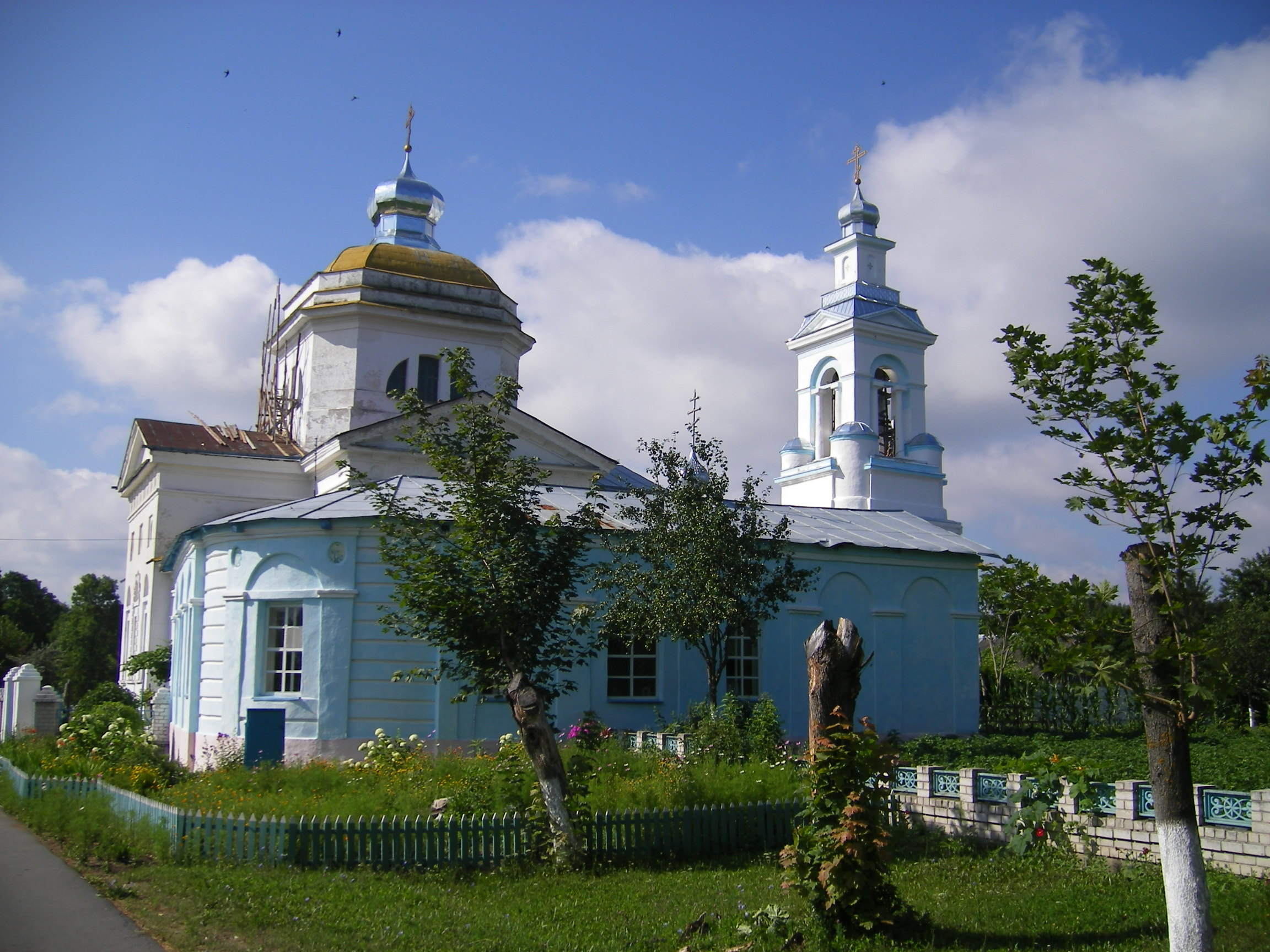

슬라우하라트(벨라루스어: Слаўгарад, 러시아어: Славгород 슬라브고로드[*], 폴란드어: Sławograd 스와브고라트[*])는 벨라루스 동부 마힐료우주의 도시이다.